# Liste der Nummer-eins-Hits in den britischen Charts (1990)
Dies ist eine Liste der Nummer-eins-Hits in den britischen Charts im Jahr 1990. Sie basiert auf den Official Singles Chart Top 100 und den Official Albums Chart Top 75, die vom Chart Information Network ermittelt wurden. Es gab in diesem Jahr jeweils 19 Nummer-eins-Singles und 17 Nummer-eins-Alben.

## Singles
| ← 1989 ← | Liste der Nummer-eins-Hits in den britischen Charts | Liste der Nummer-eins-Hits in den britischen Charts | Liste der Nummer-eins-Hits in den britischen Charts              | 1991 →                    |
| \| Zeitraum \| Wo. ges. \| Interpret \| Titel Autor(en) \| Zusätzliche Informationen \| \| (Zeitraum, Wochen auf Platz eins, Interpret, Titel, Autor[en], zusätzliche Informationen) \| \| \| \| \| \| ----------------------------------------------------------------------------------------- \| -------- \| -------------------------------------- \| ---------------------------------------------------------------- \| ------------------------- \| \| 17. Dezember 1989 – 6. Januar 1990 3 Wochen \| 3 \| Band Aid II \| Do They Know It’s Christmas? \| – \| \| 7. Januar 1990 – 20. Januar 1990 2 Wochen \| 2 \| New Kids on the Block \| Hangin’ Tough \| – \| \| 21. Januar 1990 – 27. Januar 1990 1 Woche \| 1 \| Kylie Minogue \| Tears on My Pillow \| – \| \| 28. Januar 1990 – 24. Februar 1990 4 Wochen \| 4 \| Sinéad O’Connor \| Nothing Compares 2 U Sinéad O’Connor, Nellee Hooper \| – \| \| 25. Februar 1990 – 24. März 1990 4 Wochen \| 4 \| Beats International feat. Lindy Layton \| Dub Be Good to Me \| – \| \| 25. März 1990 – 7. April 1990 2 Wochen \| 2 \| SNAP! \| The Power Benito Benites, John Virgo Garrett III, Toni Colandreo \| – \| \| 8. April 1990 – 5. Mai 1990 4 Wochen \| 4 \| Madonna \| Vogue Madonna L. Ciccone, Shep Pettibone \| – \| \| 6. Mai 1990 – 2. Juni 1990 4 Wochen \| 4 \| Adamski \| Killer \| – \| \| 3. Juni 1990 – 16. Juni 1990 2 Wochen \| 2 \| Englandneworder \| World in Motion \| – \| \| 17. Juni 1990 – 21. Juli 1990 5 Wochen \| 5 \| Elton John \| Sacrifice / Healing Hands \| – \| \| 22. Juli 1990 – 18. August 1990 4 Wochen \| 4 \| Partners in Kryme \| Turtle Power \| – \| \| 19. August 1990 – 8. September 1990 3 Wochen \| 3 \| Bombalurina \| Itsy Bitsy Teenie Weenie Yellow Polka Dot Bikini \| – \| \| 9. September 1990 – 22. September 1990 2 Wochen \| 2 \| Steve Miller Band \| The Joker \| – \| \| 23. September 1990 – 20. Oktober 1990 4 Wochen \| 4 \| Maria McKee \| Show Me Heaven \| – \| \| 21. Oktober 1990 – 27. Oktober 1990 1 Woche \| 1 \| The Beautiful South \| A Little Time \| – \| \| 28. Oktober 1990 – 24. November 1990 4 Wochen \| 4 \| The Righteous Brothers \| Unchained Melody \| – \| \| 25. November 1990 – 22. Dezember 1990 4 Wochen \| 4 \| Vanilla Ice \| Ice Ice Baby \| – \| \| 23. Dezember 1990 – 29. Dezember 1990 1 Woche \| 1 \| Cliff Richard \| Saviour’s Day \| – \| \| 30. Dezember 1990 – 12. Januar 1991 2 Wochen \| 2 \| Iron Maiden \| Bring Your Daughter… to the Slaughter \| – \| |                                                     |                                                     |                                                                  |                           |
| ← 1989 |                                                     |                                                     |                                                                  | → 1991 →                  |
| Zeitraum | Wo. ges.                                            | Interpret                                           | Titel Autor(en)                                                  | Zusätzliche Informationen |
| (Zeitraum, Wochen auf Platz eins, Interpret, Titel, Autor[en], zusätzliche Informationen) |                                                     |                                                     |                                                                  |                           |
| 17. Dezember 1989 – 6. Januar 1990 3 Wochen | 3                                                   | Band Aid II                                         | Do They Know It’s Christmas?                                     | –                         |
| 7. Januar 1990 – 20. Januar 1990 2 Wochen | 2                                                   | New Kids on the Block                               | Hangin’ Tough                                                    | –                         |
| 21. Januar 1990 – 27. Januar 1990 1 Woche | 1                                                   | Kylie Minogue                                       | Tears on My Pillow                                               | –                         |
| 28. Januar 1990 – 24. Februar 1990 4 Wochen | 4                                                   | Sinéad O’Connor                                     | Nothing Compares 2 U Sinéad O’Connor, Nellee Hooper              | –                         |
| 25. Februar 1990 – 24. März 1990 4 Wochen | 4                                                   | Beats International feat. Lindy Layton              | Dub Be Good to Me                                                | –                         |
| 25. März 1990 – 7. April 1990 2 Wochen | 2                                                   | SNAP!                                               | The Power Benito Benites, John Virgo Garrett III, Toni Colandreo | –                         |
| 8. April 1990 – 5. Mai 1990 4 Wochen | 4                                                   | Madonna                                             | Vogue Madonna L. Ciccone, Shep Pettibone                         | –                         |
| 6. Mai 1990 – 2. Juni 1990 4 Wochen | 4                                                   | Adamski                                             | Killer                                                           | –                         |
| 3. Juni 1990 – 16. Juni 1990 2 Wochen | 2                                                   | Englandneworder                                     | World in Motion                                                  | –                         |
| 17. Juni 1990 – 21. Juli 1990 5 Wochen | 5                                                   | Elton John                                          | Sacrifice / Healing Hands                                        | –                         |
| 22. Juli 1990 – 18. August 1990 4 Wochen | 4                                                   | Partners in Kryme                                   | Turtle Power                                                     | –                         |
| 19. August 1990 – 8. September 1990 3 Wochen | 3                                                   | Bombalurina                                         | Itsy Bitsy Teenie Weenie Yellow Polka Dot Bikini                 | –                         |
| 9. September 1990 – 22. September 1990 2 Wochen | 2                                                   | Steve Miller Band                                   | The Joker                                                        | –                         |
| 23. September 1990 – 20. Oktober 1990 4 Wochen | 4                                                   | Maria McKee                                         | Show Me Heaven                                                   | –                         |
| 21. Oktober 1990 – 27. Oktober 1990 1 Woche | 1                                                   | The Beautiful South                                 | A Little Time                                                    | –                         |
| 28. Oktober 1990 – 24. November 1990 4 Wochen | 4                                                   | The Righteous Brothers                              | Unchained Melody                                                 | –                         |
| 25. November 1990 – 22. Dezember 1990 4 Wochen | 4                                                   | Vanilla Ice                                         | Ice Ice Baby                                                     | –                         |
| 23. Dezember 1990 – 29. Dezember 1990 1 Woche | 1                                                   | Cliff Richard                                       | Saviour’s Day                                                    | –                         |
| 30. Dezember 1990 – 12. Januar 1991 2 Wochen | 2                                                   | Iron Maiden                                         | Bring Your Daughter… to the Slaughter                            | –                         |

## Alben
| ← 1989 ← | Liste der Nummer-eins-Hits in den britischen Charts | Liste der Nummer-eins-Hits in den britischen Charts | Liste der Nummer-eins-Hits in den britischen Charts | 1991 →                    |
| \| Zeitraum \| Wo. ges. \| Interpret \| Titel \| Zusätzliche Informationen \| \| (Zeitraum, Wochen auf Platz eins, Interpret, Titel, zusätzliche Informationen) \| \| \| \| \| \| ------------------------------------------------------------------------------ \| -------- \| -------------------------------------------------- \| ---------------------------------- \| ------------------------- \| \| 26. November 1989 – 20. Januar 1990 8 Wochen (insgesamt 15) \| 15 \| Phil Collins \| … But Seriously \| – \| \| 21. Januar 1990 – 27. Januar 1990 1 Woche \| 1 \| The Christians \| Colour \| – \| \| 28. Januar 1990 – 17. März 1990 7 Wochen (insgesamt 15) \| 15 \| Phil Collins \| … But Seriously \| – \| \| 18. März 1990 – 24. März 1990 1 Woche \| 1 \| Sinéad O’Connor \| I Do Not Want What I Haven’t Got \| – \| \| 25. März 1990 – 31. März 1990 1 Woche \| 1 \| David Bowie \| ChangesBowie \| – \| \| 1. April 1990 – 14. April 1990 2 Wochen (insgesamt 7) \| 7 \| Carpenters \| Only Yesterday – The Greatest Hits \| – \| \| 15. April 1990 – 21. April 1990 1 Woche \| 1 \| Fleetwood Mac \| Behind the Mask \| – \| \| 22. April 1990 – 26. Mai 1990 5 Wochen (insgesamt 7) \| 7 \| Carpenters \| Only Yesterday – The Greatest Hits \| – \| \| 27. Mai 1990 – 16. Juni 1990 3 Wochen \| 3 \| Soul II Soul \| Volume II (1990 A New Decade) \| – \| \| 17. Juni 1990 – 23. Juni 1990 1 Woche (insgesamt 4) \| 4 \| Luciano Pavarotti \| The Essential Pavarotti \| – \| \| 24. Juni 1990 – 30. Juni 1990 1 Woche \| 1 \| New Kids on the Block \| Step by Step \| – \| \| 1. Juli 1990 – 21. Juli 1990 3 Wochen (insgesamt 4) \| 4 \| Luciano Pavarotti \| The Essential Pavarotti \| – \| \| 22. Juli 1990 – 25. August 1990 5 Wochen \| 5 \| Elton John \| Sleeping with the Past \| – \| \| 26. August 1990 – 1. September 1990 1 Woche \| 1 \| Prince \| Graffiti Bridge \| – \| \| 2. September 1990 – 8. September 1990 1 Woche (insgesamt 5) \| 5 \| José Carreras, Plácido Domingo & Luciano Pavarotti \| In Concert \| – \| \| 9. September 1990 – 15. September 1990 1 Woche \| 1 \| George Michael \| Listen Without Prejudice Vol. 1 \| – \| \| 16. September 1990 – 13. Oktober 1990 4 Wochen (insgesamt 5) \| 5 \| José Carreras, Plácido Domingo & Luciano Pavarott \| In Concert \| – \| \| 14. Oktober 1990 – 20. Oktober 1990 1 Woche \| 1 \| The Charlatans \| Some Friendly \| – \| \| 21. Oktober 1990 – 3. November 1990 2 Wochen \| 2 \| Paul Simon \| The Rhythm of the Saints \| – \| \| 4. November 1990 – 17. November 1990 2 Wochen \| 2 \| Elton John \| The Very Best of Elton John \| – \| \| 18. November 1990 – 19. Januar 1991 9 Wochen \| 9 \| Madonna \| The Immaculate Collection \| – \| |                                                     |                                                     |                                                     |                           |
| ← 1989 |                                                     |                                                     |                                                     | → 1991 →                  |
| Zeitraum | Wo. ges.                                            | Interpret                                           | Titel                                               | Zusätzliche Informationen |
| (Zeitraum, Wochen auf Platz eins, Interpret, Titel, zusätzliche Informationen) |                                                     |                                                     |                                                     |                           |
| 26. November 1989 – 20. Januar 1990 8 Wochen (insgesamt 15) | 15                                                  | Phil Collins                                        | … But Seriously                                     | –                         |
| 21. Januar 1990 – 27. Januar 1990 1 Woche | 1                                                   | The Christians                                      | Colour                                              | –                         |
| 28. Januar 1990 – 17. März 1990 7 Wochen (insgesamt 15) | 15                                                  | Phil Collins                                        | … But Seriously                                     | –                         |
| 18. März 1990 – 24. März 1990 1 Woche | 1                                                   | Sinéad O’Connor                                     | I Do Not Want What I Haven’t Got                    | –                         |
| 25. März 1990 – 31. März 1990 1 Woche | 1                                                   | David Bowie                                         | ChangesBowie                                        | –                         |
| 1. April 1990 – 14. April 1990 2 Wochen (insgesamt 7) | 7                                                   | Carpenters                                          | Only Yesterday – The Greatest Hits                  | –                         |
| 15. April 1990 – 21. April 1990 1 Woche | 1                                                   | Fleetwood Mac                                       | Behind the Mask                                     | –                         |
| 22. April 1990 – 26. Mai 1990 5 Wochen (insgesamt 7) | 7                                                   | Carpenters                                          | Only Yesterday – The Greatest Hits                  | –                         |
| 27. Mai 1990 – 16. Juni 1990 3 Wochen | 3                                                   | Soul II Soul                                        | Volume II (1990 A New Decade)                       | –                         |
| 17. Juni 1990 – 23. Juni 1990 1 Woche (insgesamt 4) | 4                                                   | Luciano Pavarotti                                   | The Essential Pavarotti                             | –                         |
| 24. Juni 1990 – 30. Juni 1990 1 Woche | 1                                                   | New Kids on the Block                               | Step by Step                                        | –                         |
| 1. Juli 1990 – 21. Juli 1990 3 Wochen (insgesamt 4) | 4                                                   | Luciano Pavarotti                                   | The Essential Pavarotti                             | –                         |
| 22. Juli 1990 – 25. August 1990 5 Wochen | 5                                                   | Elton John                                          | Sleeping with the Past                              | –                         |
| 26. August 1990 – 1. September 1990 1 Woche | 1                                                   | Prince                                              | Graffiti Bridge                                     | –                         |
| 2. September 1990 – 8. September 1990 1 Woche (insgesamt 5) | 5                                                   | José Carreras, Plácido Domingo & Luciano Pavarotti  | In Concert                                          | –                         |
| 9. September 1990 – 15. September 1990 1 Woche | 1                                                   | George Michael                                      | Listen Without Prejudice Vol. 1                     | –                         |
| 16. September 1990 – 13. Oktober 1990 4 Wochen (insgesamt 5) | 5                                                   | José Carreras, Plácido Domingo & Luciano Pavarott   | In Concert                                          | –                         |
| 14. Oktober 1990 – 20. Oktober 1990 1 Woche | 1                                                   | The Charlatans                                      | Some Friendly                                       | –                         |
| 21. Oktober 1990 – 3. November 1990 2 Wochen | 2                                                   | Paul Simon                                          | The Rhythm of the Saints                            | –                         |
| 4. November 1990 – 17. November 1990 2 Wochen | 2                                                   | Elton John                                          | The Very Best of Elton John                         | –                         |
| 18. November 1990 – 19. Januar 1991 9 Wochen | 9                                                   | Madonna                                             | The Immaculate Collection                           | –                         |

Die Angaben basieren auf den offiziellen Verkaufshitparaden des Chart Information Networks für das Vereinigte Königreich. Die Datumsangaben beziehen sich auf das Gültigkeitsdatum der Charts, also jeweils die auf die Verkaufswoche folgende Woche.

## Jahreshitparaden
| ← 1989 ← | Liste der Nummer-eins-Hits in den britischen Charts | Liste der Nummer-eins-Hits in den britischen Charts           | Liste der Nummer-eins-Hits in den britischen Charts | 1991 →   |
| \| Singles \| Position# \| Alben \| \| ---------------------------------------------------------------------- \| --------- \| ------------------------------------------------------------- \| \| Unchained Melody The Righteous Brothers \| 1 \| The Immaculate Collection Madonna \| \| Nothing Compares 2 U Sinéad O’Connor , Nellee Hooper \| 2 \| In Concert José Carreras, Plácido Domingo & Luciano Pavarotti \| \| Sacrifice / Healing Hands Elton John \| 3 \| The Essential Pavarotti Luciano Pavarotti \| \| Killer Adamski \| 4 \| Only Yesterday – The Greatest Hits Carpenters \| \| Ice Ice Baby Vanilla Ice \| 5 \| The Very Best of Elton John Elton John \| \| Show Me Heaven Maria McKee \| 6 \| Listen Without Prejudice Vol. 1 George Michael \| \| Dub Be Good to Me Beats International feat. Lindy Layton \| 7 \| I Do Not Want What I Haven’t Got Sinéad O’Connor \| \| Vogue Madonna \| 8 \| Volume II (1990 A New Decade) Soul II Soul \| \| World in Motion Englandneworder \| 9 \| Soul Provider Michael Bolton \| \| The Power SNAP! Benito Benites, John Virgo Garrett III, Toni Colandreo \| 10 \| Step by Step New Kids on the Block \| |                                                     |                                                               |                                                     |          |
| ← 1989 |                                                     |                                                               |                                                     | → 1991 → |
| Singles | Position#                                           | Alben                                                         |                                                     |          |
| Unchained Melody The Righteous Brothers | 1                                                   | The Immaculate Collection Madonna                             |                                                     |          |
| Nothing Compares 2 U Sinéad O’Connor , Nellee Hooper | 2                                                   | In Concert José Carreras, Plácido Domingo & Luciano Pavarotti |                                                     |          |
| Sacrifice / Healing Hands Elton John | 3                                                   | The Essential Pavarotti Luciano Pavarotti                     |                                                     |          |
| Killer Adamski | 4                                                   | Only Yesterday – The Greatest Hits Carpenters                 |                                                     |          |
| Ice Ice Baby Vanilla Ice | 5                                                   | The Very Best of Elton John Elton John                        |                                                     |          |
| Show Me Heaven Maria McKee | 6                                                   | Listen Without Prejudice Vol. 1 George Michael                |                                                     |          |
| Dub Be Good to Me Beats International feat. Lindy Layton | 7                                                   | I Do Not Want What I Haven’t Got Sinéad O’Connor              |                                                     |          |
| Vogue Madonna | 8                                                   | Volume II (1990 A New Decade) Soul II Soul                    |                                                     |          |
| World in Motion Englandneworder | 9                                                   | Soul Provider Michael Bolton                                  |                                                     |          |
| The Power SNAP! Benito Benites, John Virgo Garrett III, Toni Colandreo | 10                                                  | Step by Step New Kids on the Block                            |                                                     |          |